# August Baggesen
Frederik Ludvig August Haller Baggesen (14. august 1795 på Augustenborg Slot – 18. april 1865 i København), var en dansk forfatter, officer og generalstabsschef, og var Ridder af Dannebrog. Han var søn af digteren Jens Baggesen.
Baggesen indtrådte i 1812 som sekondløjtnant ved det holstenske skarpskyttekorps og blev i 1822 forfremmet til premierløjtnant, i 1831 til kaptajn og i 1842 til major. I 1848 blev han tilknyttet den sjællandske generalstab med rang af oberstløjtnant. I 1849 blev han stabschef for generalkommandoen på Sjælland. I sin senere karriere deltog han kun i aktiv krigstjeneste, da han i 1850 ved Isted havde kommandoen over 2. brigade under slaget ved Øvre Stolk. Dette dog uden succes. Baggesen genindtrådte i hvervet som stabschef på Sjælland og blev i 1854 udnævnt til generalstabschef og forfremmet til generalmajor. I 1858 blev han udnævnt til kommandant for garnisonen i Rendsborg, en stilling han beklædte indtil 1860. 
Baggesen publicerede sammen med broderen Carl Baggesen sin fars værker. Desuden udgav han i 1840 bogen Den danske Stat, en geografisk, politisk og militær beskrivelse af købstæder og provinser i Helstaten. En 2. udgave udkom i 1862. Endvidere udgav August Baggesen en biografi i fire bind om sin far, Jens Baggesen. Dette arbejde stod på 1843-56. 